# Ciumeira
Ciumeira è un singolo della cantante brasiliana Marília Mendonça, pubblicato il 24 agosto 2018 come primo estratto dal quarto album dal vivo Todos os cantos, vol. 1.

## Video musicale
Il video musicale, girato nella Praça Siqueira Campos di Belém, è stato reso disponibile in concomitanza con l'uscita del brano.

## Tracce
Testi e musiche di Anair de Paula, Diego Ferrari, Everton Matos, Guilherme Ferraz, Paulo Pires, Ray Antonio e Sando Neto.
1. Ciumeira – 3:10

## Classifiche

### Classifiche settimanali
| Classifica (2019-21) | Posizione massima |
| -------------------- | ----------------- |
| Brasile              | 4                 |
| Portogallo           | 76                |

### Classifiche di fine anno
| Classifica (2018) | Posizione |
| ----------------- | --------- |
| Brasile           | 22        |